# Spodnje Hoče
Spodnje Hoče – wieś w Słowenii, w gminie Hoče-Slivnica. W 2018 roku liczyła 2757 mieszkańców.